# Nordsjælland Håndbold
Nordsjælland Håndbold er en dansk håndboldklub fra Helsinge. Nordsjælland Håndbold spiller pr. 2022/23 i Herrehåndboldligaen, og spiller sine kampe i Helsinge-Hallerne & Royal Stage & Helsingør-Hallen.

## Historie
Klubben blev grundlagt i 2006, da Team Helsinge og Hillerød HK slog sine førstehold sammen og dannede den nye klub. Den efterfølgende sæson rykkede herreholdet direkte op i Håndboldligaen efter at holdet blev nr. 1 i 1. division. I sæsonen 2007-2008 blev holdet nr. 11 i landets bedste række, efter sejre over store hold som Bjerringbro-Silkeborg og Viborg HK. Tilskuer-rekorden i Helsinge er på ca. 1550 tilskuere, hjemme mod Stoholm i 1. division, sæsonen 06/07, mens den i Helsingør er 2.350 hjemme mod AG København i sæsonen 10/11. 
Fra sæsonen 09/10 blev Elite3000 fra Helsingør også en del af samarbejdet i Nordsjælland Håndbold, og klubben har derfor fået en tredje hjemmebane.
I sæsonen 12/13 rykkede holdet ud af Håndboldligaen, men fik på grund af konkurs i Viborg HK tilbudt at forlænge opholdet, hvilket man tog imod. Efter en svær sæson 13/14 lykkedes det klubben at undgå direkte nedrykning, men i kvalspillet blev holdet sidst i puljen og rykkede ned i 1. division, efter 7 år i landets bedste række.
Op til sæsonen 14/15 blev stort set hele truppen skiftet ud med en række unge spillere med overvægt af spillere med regional tilknytning til det nordsjællandske. Strategien blev en stor succes, og holdet vandt 1. division og vendte dermed tilbage til landets bedste række i sæsonen 15/16.

### Sæsonafslutningen 15/16
I sæsonen 2015/2016 endte Nordsjælland næstsidst i håndboldligaen, og skulle derfor spille om overlevelse i ligaen mod TM Tønder Håndbold over to kampe. Tønder vandt det første opgør på hjemmebane med 4 mål. I returkampen, der blev spillet i en udsolgt Helsinge Hal, var Nordsjælland foran med 4 mål, og med under et minut tilbage havde Nordsjælland bolden. Kampens dommere dømte efter ganske få sekunder nøl efter en tilbagelægning. Det fik Nordsjælland Håndbolds målmand, Kristian Pedersen, til at kaste bolden ned i den anden ende af hallen. 
Dette medførte et rødt kort til Kristian Pedersen og et straffekast til TM Tønder, som Tønder scorede på. Dermed blev Nordsjælland Håndbold sendt ned i 1. division. 
Kampen blev særlig kendt for scenen for Nordsjællands træner, Ian Marko Fog, i frustration over dommen flåede sin trøje af. Kendelsen har efterfølgende været stærkt diskuteret og er af flere parter blevet kaldt fejlagtig. Episoden har være medvirkende til at ændre strukturen for nedrykningskampe i Herrehåndboldligaen.
Nordsjælland Håndbold vandt overlegent 1. division i sæsonen 2016/2017, og er dermed igen tilbage i håndboldligaen.

## Spillertruppen 2022-23
| Nr. | Navn                       | Nationalitet | Position     |
| --- | -------------------------- | ------------ | ------------ |
| 1   | Frederik Andersson         | Danmark      | Målvogter    |
| 2   | Tobias Jørgensen           | Danmark      | Playmaker    |
| 3   | Carl-Emil Haunstrup        | Danmark      | Højre fløj   |
| 5   | Julius Mørch               | Danmark      | Stregspiller |
| 7   | Kristian Olsen             | Danmark      | Højre back   |
| 9   | Hakan Sahin                | Danmark      | Stregspiller |
| 10  | Andreas Dysseholm          | Danmark      | Højre fløj   |
| 13  | Gustav Wedel Bruun         | Danmark      | Venstre back |
| 14  | Rasmus Madsbøll            | Danmark      | Venstre fløj |
| 16  | Magnus Kjærsgaard Petersen | Danmark      | Målvogter    |
| 17  | Nichlas Hald               | Danmark      | Venstre back |
| 18  | Magnus Kronborg            | Danmark      | Playmaker    |
| 21  | Tim Rantala                | Danmark      | Stregspiller |
| 25  | Jeppe Cieslak              | Danmark      | Venstre fløj |
| 29  | Jimmi Andersen             | Danmark      | Målvogter    |
| 42  | Matias Campbell            | Danmark      | Playmaker    |
| 44  | Jeppe Villumsen            | Danmark      | Venstre back |
| 57  | Nikolaj Larsson            | Danmark      | Højre back   |

## Eksterne links
- Nordsjælland Håndbold